# Kirył Pietruczuk
Kirył Pietruczuk (ur. 28 czerwca 1998 w Jeleniej Górze) – polski aktor filmowy i teatralny pochodzenia łemkowskiego.

## Życiorys
Pochodzi z rodziny o korzeniach łemkowskich, jest wyznania prawosławnego. W młodości był piłkarzem Karkonoszy Jelenia Góra, brał udział w zgrupowaniach reprezentacji Dolnego Śląska. Ukończył II Liceum Ogólnokształcące im. Cypriana Kamila Norwida w Jeleniej Górze. Jako amatorski aktor debiutował w grupie STA-ART w Jeleniogórskim Ośrodku Kultury.
W 2023 roku ukończył studia na Wydziale Aktorskim Państwowej Wyższej Szkoły Filmowej, Telewizyjnej i Teatralnej w Łodzi. Występował w Teatrze Studyjnym w Łodzi.

## Filmografia
- Ultraviolet (2019) – barman (odc. 16)
- The Liberator (2020) – mężczyzna (odc. 3)
- Komisarz Alex (2020, 2023) – pracownik schroniska (odc. 186), Eryk Romaniuk (odc. 250)
- Magdalena (2021) – uczestnik imprezy domowej
- 1670 (2023) – pomocnik kowala Maciej
- Listy do M. Pożegnania i powroty (2024) – Grzesiek

Źródło:.

## Nagrody i wyróżnienia
W 2022 roku otrzymał Nagrodę Opus Film dla Aktora, "którego chcielibyśmy widzieć na dużym ekranie" i „Złotą Żyletę” na 40. Festiwalu Szkół Teatralnych w Łodzi.